# 邁克爾·阿爾布雷希特
邁克爾·阿爾布雷希特（1947年11月25日－），是德國基督教民主联盟政治家，前德国联邦议院议员。

## 生活
1966至1970年，阿爾布雷希特完成學業，成为哈雷大学的音乐及德语认证教师。1978年加入東德基督教民主聯盟，1990年3月成为人民議會成員。1990年10月3日（德国统一）直到12月20日（第12届德国联邦议院第一次会议），阿爾布雷希特是人民議會选举产生的德国联邦议院议员，是基民盟/基社盟议会小组成員。